# NGC 133
NGC 133 è un piccolo ammasso aperto visibile nella costellazione di Cassiopea.

## Osservazione

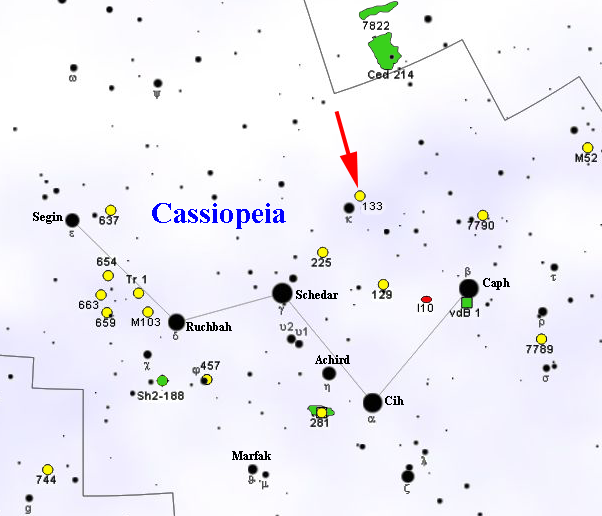
Mappa per individuare NGC 133.

La sua posizione è facilmente reperibile, mezzo grado a NNW della stella κ Cassiopeiae; meno facile è individuare l'ammasso, il quale è formato da una manciata di stelle, la più luminosa delle quali non supera la magnitudine 9. Gli stessi confini dell'oggetto non sono facilmente identificabili: si presenta infatti come un leggero addensamento di astri minuti, disposti a forma di Y rovesciata, ben evidenti anche con un piccolo telescopio. Fa parte di un gruppetto di ammassi aperti, comprendente NGC 146 e il dispersissimo King 14.
La declinazione fortemente settentrionale di quest'ammasso favorisce notevolmente gli osservatori dell'emisfero nord, da cui si presenta circumpolare fino alle latitudini medio-basse; dall'emisfero australe d'altra parte resta piuttosto basso e non è osservabile dalle aree lontane dalla zona tropicale. Il periodo migliore per la sua osservazione nel cielo serale è quello compreso fra agosto e gennaio.

## Storia delle osservazioni
NGC 133 venne individuato per la prima volta da Heinrich Louis d'Arrest nel 1865, essendo sfuggito agli altri osservatori, attraverso un telescopio rifrattore da 11 pollici; venne in seguito inserito nel New General Catalogue con una nota in cui si avanzava in dubbio che si trattasse di un asterismo.

## Caratteristiche
NGC 133 è un ammasso aperto poco appariscente e di debole concentrazione, nonché scarsamente studiato; la sua distanza è stimata attorno ai 630 parsec (2054 anni luce) ed è situato all'interno del Braccio di Orione, più o meno in direzione della parte meridionale dell'associazione Cepheus OB4. La sua età è molto giovane ed è stimata sui 10 milioni di anni; indice di ciò è anche la presenza di alcune stelle massicce di classe spettrale B.
Spesso, proprio a causa della sua bassa concentrazione, è stato considerato un asterismo piuttosto che un reale ammasso aperto, formato da sole cinque stelle e comprendente la stella doppia BD+6293, la cui primaria ha classe spettrale B3; studi fotometrici e di moto proprio hanno messo in evidenza che in realtà in questa direzione sembrerebbe esserci realmente un ammasso, formato forse da una ventina di componenti, di cui 13 fino alla magnitudine 14,5.